# Arnéguy
Arnéguy – miejscowość i gmina we Francji, w regionie Nowa Akwitania, w departamencie Pireneje Atlantyckie.
Według danych na rok 1990 gminę zamieszkiwały 314 osoby, a gęstość zaludnienia wynosiła 15 osób/km² (wśród 2290 gmin Akwitanii Arnéguy plasuje się na 866. miejscu pod względem liczby ludności, natomiast pod względem powierzchni na miejscu 496.).